# Világügyelő Férfi
A Világügyelő Férfi (Mir Susne Hum) a manysi (vogul) mitológia egyik központi alakja. Numi-Tórem fiaként feladata a világ rendjének fenntartása (pl. Nap és Hold mozgásának biztosítása). Más istenekkel szemben gyakran kiáll az emberek érdekeinek védelmében, ezért bálványait nagy tisztelet övezte, a hódítók és misszionárusok elől mindig elrejtették. Egyes feltételezések szerint alakjára a későbbi korokban krisztusi legendák is hatással voltak. Egyéb nevei: Arany Atyácska (Sorni ater), Lúdfejedelem (mivel bálványa lúd), Daruláb-sítalp-bőr. Az osztják és szamojéd népeknél is létezik alakjával azonosítható mitikus személy.

## Élettörténete
A világ teremtése után született Numi-Tórem és a Földanya fiaként. Egyes változatokban az apja azonban az Alvilág-fejedelme. Eredeti neve Daruláb-sítalp-bőr (ennek valódi értelmét nem sikerült felfedni). A világot megteremtő szülei helyett ő állítja helyre a kozmosz stabilitását nőszerző vállalkozásai során, bár mind tőlük, mind Kaltes-asszonytól segítséget kap. Táltos harmadfű lován közlekedik (utalva arra, hogy a tajgán élő obi-ugorok őseinek életében központi szerepet játszott a ló). Az ember megteremtése után legfőbb támaszuk lesz.